# J (журнал)
J, ранее известный как Hurrà Juventus — футбольный ежегодный журнал, полностью посвящённый футбольному клубу «Ювентус».
В названии журнала был использован воинственный клич «Hurrà!», происходящий от русского «Ура!» («Gu-rai!» в передаче на итальянский), использовавшийся итальянскими солдатами во время Первой мировой войны. Этот клич «радости и надежды» воодушевлял итальянских солдат при штурме вражеских траншей.

## История

### Основание журнала
Официальное периодическое издание посвященное «Ювентусу», это самый старый спортивный журнал в Италии посвящённый клубу и его болельщикам. Первый выпуск появился 10 июня 1915, благодаря инициативе Президентского Комитета ветеранов войны «Старой Синьоры». В него входили Джаччино Армано, Сандро Замбелли и экс-футболист Фернандо Ницца. Издание планировался как ежемесячный издаваемый журнал с намерением распространения его в среде болельщиков, футболистов и ветеранов войны туринского клуба. Изначально их было чуть более 20 человек, однако скоро их было уже 170. Первым директором журнала был президент «Ювентуса» Коррадо Коррадини.

### Первые публикации и развитие журнала
Популярность журнала стала сразу же набирать обороты. Первые выпуски были посвящены действующим игрокам клуба, его легендам и героям, а также было много статей о болельщиках «Ювентуса». 26 декабря 1915 года, обложка журнала была украшена фотографией Энрико Канфари, как дань памяти основателю «Ювентуса», погибшему, вместе с Джованни Хессом и некоторыми другими знаковыми фигурами туринского клуба, на полях первой мировой войны, в третьей битве при Изонцо. Текст в этом выпуске стал единственным источником истории о точном происхождении «Ювентуса», дошедшим до наших дней.
В октябре 1916 года издание журнала прервалось, из-за недостаточных, ввиду продолжающейся войны, финансовых средств. В 1919 году выпуск журнала возобновился и продолжался до 1927 года.
В январе 1963 года, после долгого перерыва, журнал снова начинает издаваться, и на обложке первого выпуска, находилась фотография легенды «Ювентуса», в то время действующего игрока, Омара Сивори. Стоимость журнала составляет 100 лир. В то время журнал возглавлял легендарный нападающий туринского клуба Феличе Плачидо Борель. С того времени до наших дней выпуск журнала не прекращался, и он является собственностью клуба.

### Журнал в наши дни
В настоящее время, «Hurrà Juventus», среди всех клубных спортивных журналов в Италии, обладает самым большим тиражом выпуска (60 тысяч копий каждый месяц) и количеством подписчиков (250 тысяч подписчиков). В нём публикуются новости о деятельности первой команды, молодёжного сектора, а также информация про официальные фан-клубы, будь то итальянские, или заграничные. Он предлагает интервью с действующими футболистам и ювентини настоящего и прошлого, а также подробные комментарии всех прошедших матчей.
Журнал публикуется издательством «Cantelli Editore S.p.A», и один экземпляр стоит 4,50 евро.